# Elis Åslund
Johan Elis Åslund, född 2 februari 1872 i Tuna, Medelpad, död 18 maj 1956 i Djursholm, var en svensk målare, skulptör, grafiker och konsthantverkare.

## Biografi
Elis Åslunds föräldrar var lantmätaren, författaren och konstnären Daniel Åslund och Catharina (Karin) Elisabeth Grahn. Han var bror till konstnären Helmer Osslund och författaren Frida Åslund. Han var far till konstnären Carl Daniel Åslund.  
Elis Åslund praktiserade ett tag vid en möbelverkstad och utbildade sig sedan till ornamentshuggare på Tekniska skolan (nuvarande Konstfack) och Högre konstindustriella skolan i Stockholm 1892-1895 och fortsatte sedan studierna utomlands, i Köpenhamn, München (1898—1899), Rom (1899-1901) och i London (1901-1907) med avbrott för kortare resor till Paris och skulpturstudier vid Académie Colarossi. 
Med undantag för några smärre skulpturförsök så ägnade sig Elis Åslund helt åt måleriet. Först landskapsmåleri med motiv hämtade från norra Sverige men övergick sedan under sin utlandsvistelse till porträttmåleri där han vann viss framgång. Han porträtterade bland andra Gustaf V, skådespelerskan Tora Teje, och ärkebiskop Nathan Söderblom. Efter Londonåren vistades Elis Åslund ett tiotal år i Leksand där han målade "äktsvenska landskap med dalfolk i helg och söcken" (G.R. i Djursholms Tidning nr 2 1953). Han flyttade sedan till Djursholm i Stockholm.  Åslund finns representerad vid bland annat Nationalmuseum i Stockholm.